# Wakeuh
Wakeuh is een bestuurslaag in het regentschap Aceh Utara van de provincie Atjeh, Indonesië. Wakeuh telt 258 inwoners (volkstelling 2010).